# Кольцовка (Самарская область)
Кольцовка — деревня в Красноярском районе Самарской области в составе сельского поселения Шилан. 

## География
Находится на расстоянии примерно 23 километра по прямой на восток от районного центра села Красный Яр.

## Население
Постоянное население составляло 0 человек в 2002 году, 2 в 2010 году. Деревня имеет дачный характер.